# Liste der Orte im Landkreis Ostprignitz-Ruppin

Wappen des Kreises

Diese Liste enthält Siedlungen und Orte des Landkreises Ostprignitz-Ruppin in Brandenburg. Zusätzlich angegeben sind die Art der Gemeinde und die übergeordnete Einheit. Durch Klicken auf das quadratische Symbol in der Titelzeile kann die Liste nach den einzelnen Parametern sortiert werden.
Grundlage für die Angaben sind die beim Online-Dienstleistungsportal des Landes Brandenburg abrufbaren Daten (Stand. 1. Januar 2009). 403 Siedlungen sind in dieser Liste aufgenommen.

## Liste
| Ort                      | Art          | Übergeordnete Einheit                      |
| ------------------------ | ------------ | ------------------------------------------ |
| Ackerfelde               | Gemeindeteil | Wittstock/Dosse                            |
| Adamswalde               | Gemeindeteil | Rheinsberg                                 |
| Albertinenhof            | Wohnplatz    | Fehrbellin                                 |
| Alt Daber                | Wohnplatz    | Wittstock/Dosse                            |
| Alt Lutterow             | Gemeindeteil | Rheinsberg                                 |
| Alt Ruppin               | Ortsteil     | Neuruppin                                  |
| Altfriesack              | Gemeindeteil | Fehrbellin                                 |
| Am Damm                  | Wohnplatz    | Wittstock/Dosse                            |
| Babe                     | Gemeindeteil | Amt Neustadt (Dosse) Neustadt (Dosse)      |
| Babitz                   | Ortsteil     | Wittstock/Dosse                            |
| Bahnhof Zernitz          | Gemeindeteil | Amt Neustadt (Dosse) Zernitz-Lohm          |
| Bantikow                 | Ortsteil     | Wusterhausen/Dosse                         |
| Banzendorf               | Ortsteil     | Amt Lindow (Mark) Lindow (Mark)            |
| Barsikow                 | Ortsteil     | Wusterhausen/Dosse                         |
| Bartschendorf            | Gemeindeteil | Amt Neustadt (Dosse) Dreetz                |
| Basdorf                  | Ortsteil     | Rheinsberg                                 |
| Baselitz                 | Wohnplatz    | Amt Neustadt (Dosse) Dreetz                |
| Bauhof                   | Wohnplatz    | Wittstock/Dosse                            |
| Bechlin                  | Wohnplatz    | Neuruppin                                  |
| Beckersmühle             | Gemeindeteil | Rheinsberg                                 |
| Beerenbusch              | Gemeindeteil | Rheinsberg                                 |
| Berkholzofen             | Wohnplatz    | Rheinsberg                                 |
| Berlinchen               | Ortsteil     | Wittstock/Dosse                            |
| Berlitt                  | Ortsteil     | Kyritz                                     |
| Berlowshof               | Wohnplatz    | Fehrbellin                                 |
| Betzin                   | Ortsteil     | Fehrbellin                                 |
| Biesen                   | Ortsteil     | Wittstock/Dosse                            |
| Binenwalde               | Wohnplatz    | Neuruppin                                  |
| Birkenfelde              | Wohnplatz    | Amt Lindow (Mark) Lindow (Mark)            |
| Birkenhof                | Wohnplatz    | Amt Lindow (Mark) Herzberg (Mark)          |
| Blandikow                | Ortsteil     | Heiligengrabe                              |
| Blankenberg              | Ortsteil     | Wusterhausen/Dosse                         |
| Blechern Hahn            | Wohnplatz    | Kyritz                                     |
| Blesendorf               | Ortsteil     | Heiligengrabe                              |
| Blumenaue                | Wohnplatz    | Amt Neustadt (Dosse) Dreetz                |
| Blumenthal               | Ortsteil     | Heiligengrabe                              |
| Boberow                  | Wohnplatz    | Rheinsberg                                 |
| Böhls Plan               | Wohnplatz    | Amt Neustadt (Dosse) Dreetz                |
| Boltenmühle              | Wohnplatz    | Neuruppin                                  |
| Bork                     | Ortsteil     | Kyritz                                     |
| Braunsberg               | Ortsteil     | Rheinsberg                                 |
| Brausebachmühle          | Wohnplatz    | Wittstock/Dosse                            |
| Breddin                  | Gemeinde     | Amt Neustadt (Dosse) Breddin               |
| Breddin                  | Gemeindeteil | Amt Neustadt (Dosse) Breddin               |
| Breddin-Abbau            | Gemeindeteil | Amt Neustadt (Dosse) Breddin               |
| Brunn                    | Ortsteil     | Wusterhausen/Dosse                         |
| Brunne                   | Ortsteil     | Fehrbellin                                 |
| Buchenhaus               | Wohnplatz    | Amt Temnitz Temnitzquell                   |
| Buchhorst                | Wohnplatz    | Heiligengrabe                              |
| Bückwitz                 | Ortsteil     | Wusterhausen/Dosse                         |
| Bückwitz-Ausbau          | Wohnplatz    | Wusterhausen/Dosse                         |
| Bürgerwendemark          | Wohnplatz    | Neuruppin                                  |
| Buskow                   | Ortsteil     | Neuruppin                                  |
| Bütow                    | Wohnplatz    | Neuruppin                                  |
| Bütow                    | Wohnplatz    | Amt Temnitz Temnitzquell                   |
| Charlottenau             | Gemeindeteil | Rheinsberg                                 |
| Charlottenhof            | Wohnplatz    | Amt Temnitz Märkisch Linden                |
| Charlottenhof            | Wohnplatz    | Wittstock/Dosse                            |
| Charlottenhöhe           | Wohnplatz    | Amt Neustadt (Dosse) Stüdenitz-Schönermark |
| Christdorf               | Ortsteil     | Wittstock/Dosse                            |
| Dabergotz                | Gemeinde     | Amt Temnitz Dabergotz                      |
| Dahlhausen               | Gemeindeteil | Heiligengrabe                              |
| Damelack                 | Gemeindeteil | Amt Neustadt (Dosse) Breddin               |
| Dammkrug                 | Gemeindeteil | Fehrbellin                                 |
| Dampfmühle               | Wohnplatz    | Amt Lindow (Mark) Lindow (Mark)            |
| Dannenfeld               | Wohnplatz    | Amt Temnitz Walsleben                      |
| Darritz                  | Wohnplatz    | Amt Temnitz Märkisch Linden                |
| Darritz-Wahlendorf       | Ortsteil     | Amt Temnitz Märkisch Linden                |
| Darsikow                 | Wohnplatz    | Amt Temnitz Temnitzquell                   |
| Dechtow                  | Ortsteil     | Fehrbellin                                 |
| Der Bau                  | Wohnplatz    | Amt Temnitz Märkisch Linden                |
| Dessow                   | Ortsteil     | Wusterhausen/Dosse                         |
| Deutschhof               | Ortsteil     | Fehrbellin                                 |
| Deutschhof               | Gemeindeteil | Fehrbellin                                 |
| Dierberg                 | Ortsteil     | Rheinsberg                                 |
| Dietershof               | Wohnplatz    | Neuruppin                                  |
| Dorf Zechlin             | Ortsteil     | Rheinsberg                                 |
| Dossow                   | Ortsteil     | Wittstock/Dosse                            |
| Dranse                   | Ortsteil     | Wittstock/Dosse                            |
| Dreetz                   | Gemeinde     | Amt Neustadt (Dosse) Dreetz                |
| Dreetz                   | Gemeindeteil | Amt Neustadt (Dosse) Dreetz                |
| Dreibrück                | Gemeindeteil | Fehrbellin                                 |
| Drewen                   | Ortsteil     | Kyritz                                     |
| Dudel                    | Wohnplatz    | Wittstock/Dosse                            |
| Dünamünde                | Wohnplatz    | Amt Temnitz Temnitzquell                   |
| Dunkelsruh               | Wohnplatz    | Wittstock/Dosse                            |
| Eichenfelde              | Gemeindeteil | Wittstock/Dosse                            |
| Emilienhof               | Ortsteil     | Wusterhausen/Dosse                         |
| Ernstenswille            | Wohnplatz    | Wittstock/Dosse                            |
| Stadt Fehrbellin         | Ortsteil     | Fehrbellin                                 |
| Feldgrieben              | Gemeindeteil | Rheinsberg                                 |
| Feldsiedlung             | Wohnplatz    | Kyritz                                     |
| Ferienpark Klausheide    | Wohnplatz    | Neuruppin                                  |
| Fischershof              | Wohnplatz    | Amt Neustadt (Dosse) Dreetz                |
| Flecken Zechlin          | Ortsteil     | Rheinsberg                                 |
| Frankendorf              | Ortsteil     | Amt Temnitz Storbeck-Frankendorf           |
| Fredenhorst              | Gemeindeteil | Fehrbellin                                 |
| Fretzdorf                | Ortsteil     | Wittstock/Dosse                            |
| Freyenstein              | Ortsteil     | Wittstock/Dosse                            |
| Friedrichsgüte           | Wohnplatz    | Wittstock/Dosse                            |
| Friedrichsgüter Mühle    | Wohnplatz    | Wittstock/Dosse                            |
| Friesenhof               | Wohnplatz    | Heiligengrabe                              |
| Fristow                  | Wohnplatz    | Neuruppin                                  |
| Gadow                    | Ortsteil     | Wittstock/Dosse                            |
| Gantikow                 | Ortsteil     | Kyritz                                     |
| Ganz                     | Ortsteil     | Kyritz                                     |
| Ganzer                   | Ortsteil     | Wusterhausen/Dosse                         |
| Ganzow                   | Wohnplatz    | Heiligengrabe                              |
| Gartow                   | Ortsteil     | Wusterhausen/Dosse                         |
| Garz                     | Ortsteil     | Amt Temnitz Temnitztal                     |
| Gentzrode                | Wohnplatz    | Neuruppin                                  |
| Giesenhorst              | Gemeindeteil | Amt Neustadt (Dosse) Dreetz                |
| Gildenhall               | Wohnplatz    | Neuruppin                                  |
| Glashütte                | Wohnplatz    | Wittstock/Dosse                            |
| Glienicke                | Gemeindeteil | Heiligengrabe                              |
| Gnewikow                 | Ortsteil     | Neuruppin                                  |
| Goldbeck                 | Gemeindeteil | Amt Neustadt (Dosse) Zernitz-Lohm          |
| Goldbeck                 | Ortsteil     | Wittstock/Dosse                            |
| Gottberg                 | Ortsteil     | Amt Temnitz Märkisch Linden                |
| Grabow bei Blumenthal    | Ortsteil     | Heiligengrabe                              |
| Griebsee                 | Wohnplatz    | Wittstock/Dosse                            |
| Groß Haßlow              | Ortsteil     | Wittstock/Dosse                            |
| Großzerlang              | Ortsteil     | Rheinsberg                                 |
| Grüne Hütte              | Wohnplatz    | Rheinsberg                                 |
| Grünfelde                | Wohnplatz    | Kyritz                                     |
| Grünhof                  | Wohnplatz    | Amt Lindow (Mark) Lindow (Mark)            |
| Gühlen                   | Wohnplatz    | Amt Lindow (Mark) Lindow (Mark)            |
| Gühlen-Glienicke         | Ortsteil     | Neuruppin                                  |
| Gustavsruh               | Wohnplatz    | Wittstock/Dosse                            |
| Hakenberg                | Ortsteil     | Fehrbellin                                 |
| Hakenberger Schleuse     | Wohnplatz    | Fehrbellin                                 |
| Heidehaus                | Wohnplatz    | Neuruppin                                  |
| Heilbrunn                | Wohnplatz    | Wusterhausen/Dosse                         |
| Heiligengrabe            | Ortsteil     | Heiligengrabe                              |
| Heimland                 | Gemeindeteil | Rheinsberg                                 |
| Heinrichsdorf            | Ortsteil     | Rheinsberg                                 |
| Heinrichsdorf            | Gemeindeteil | Wittstock/Dosse                            |
| Heinrichsdorfer Siedlung | Wohnplatz    | Wittstock/Dosse                            |
| Heinrichsfelde           | Wohnplatz    | Kyritz                                     |
| Heinrichsfelde           | Gemeindeteil | Rheinsberg                                 |
| Helenenhof               | Wohnplatz    | Amt Neustadt (Dosse) Neustadt (Dosse)      |
| Hermannshof              | Wohnplatz    | Neuruppin                                  |
| Herzberg (Mark)          | Gemeinde     | Amt Lindow (Mark) Herzberg (Mark)          |
| Herzsprung               | Ortsteil     | Heiligengrabe                              |
| Hindenberg               | Ortsteil     | Amt Lindow (Mark) Lindow (Mark)            |
| Hoheheide                | Wohnplatz    | Heiligengrabe                              |
| Hohenelse                | Gemeindeteil | Rheinsberg                                 |
| Hohenofen                | Gemeindeteil | Amt Neustadt (Dosse) Sieversdorf-Hohenofen |
| Holzhausen               | Ortsteil     | Kyritz                                     |
| Hörning                  | Wohnplatz    | Amt Neustadt (Dosse) Breddin               |
| Horst                    | Gemeindeteil | Heiligengrabe                              |
| Horst                    | Wohnplatz    | Amt Temnitz Temnitzquell                   |
| Jabel                    | Ortsteil     | Heiligengrabe                              |
| Joachimshof              | Gemeindeteil | Amt Neustadt (Dosse) Breddin               |
| Kagar                    | Ortsteil     | Rheinsberg                                 |
| Kahlschlag               | Wohnplatz    | Amt Neustadt (Dosse) Zernitz-Lohm          |
| Kampehl                  | Gemeindeteil | Amt Neustadt (Dosse) Neustadt (Dosse)      |
| Kantow                   | Ortsteil     | Wusterhausen/Dosse                         |
| Karl-Friedrichshof       | Wohnplatz    | Kyritz                                     |
| Karl-Marx-Hof            | Wohnplatz    | Wittstock/Dosse                            |
| Karnzow                  | Wohnplatz    | Kyritz                                     |
| Karstedtshof             | Wohnplatz    | Wittstock/Dosse                            |
| Karwe                    | Ortsteil     | Neuruppin                                  |
| Karwesee                 | Ortsteil     | Fehrbellin                                 |
| Katerbow                 | Ortsteil     | Amt Temnitz Temnitzquell                   |
| Katerbower Mühle         | Wohnplatz    | Amt Temnitz Temnitzquell                   |
| Kattenstiegmühle         | Wohnplatz    | Heiligengrabe                              |
| Keller                   | Ortsteil     | Amt Lindow (Mark) Lindow (Mark)            |
| Kerzlin                  | Ortsteil     | Amt Temnitz Temnitztal                     |
| Klein Haßlow             | Gemeindeteil | Wittstock/Dosse                            |
| Kleinzerlang             | Ortsteil     | Rheinsberg                                 |
| Klosterheide             | Ortsteil     | Amt Lindow (Mark) Lindow (Mark)            |
| Klosterhof               | Wohnplatz    | Kyritz                                     |
| Köhnsbau                 | Wohnplatz    | Kyritz                                     |
| Kolonie                  | Gemeindeteil | Rheinsberg                                 |
| Königsberg               | Ortsteil     | Heiligengrabe                              |
| Königshorst              | Gemeindeteil | Fehrbellin                                 |
| Königshorst              | Ortsteil     | Fehrbellin                                 |
| Köpernitz                | Gemeindeteil | Rheinsberg                                 |
| Köpernitzer Mühle        | Gemeindeteil | Rheinsberg                                 |
| Koppenbrück              | Gemeindeteil | Amt Neustadt (Dosse) Zernitz-Lohm          |
| Köritz                   | Wohnplatz    | Amt Neustadt (Dosse) Neustadt (Dosse)      |
| Kötzlin                  | Ortsteil     | Kyritz                                     |
| Kramnitz                 | Wohnplatz    | Amt Lindow (Mark) Lindow (Mark)            |
| Kramnitzmühle            | Wohnplatz    | Amt Lindow (Mark) Lindow (Mark)            |
| Krangen                  | Ortsteil     | Neuruppin                                  |
| Kränzlin                 | Ortsteil     | Amt Temnitz Märkisch Linden                |
| Kränzliner Siedlung      | Wohnplatz    | Amt Temnitz Storbeck-Frankendorf           |
| Krüllenkempe             | Wohnplatz    | Amt Neustadt (Dosse) Zernitz-Lohm          |
| Kuckucksmühle            | Wohnplatz    | Heiligengrabe                              |
| Küdow                    | Wohnplatz    | Amt Temnitz Temnitztal                     |
| Küdow-Lüchfeld           | Ortsteil     | Amt Temnitz Temnitztal                     |
| Kuhhorst                 | Gemeindeteil | Fehrbellin                                 |
| Kuhlmühle                | Wohnplatz    | Wittstock/Dosse                            |
| Kunsterspring            | Wohnplatz    | Neuruppin                                  |
| Kyritz                   | Stadt        | Kyritz                                     |
| Langen                   | Gemeindeteil | Fehrbellin                                 |
| Langen                   | Ortsteil     | Fehrbellin                                 |
| Läsikow                  | Ortsteil     | Wusterhausen/Dosse                         |
| Leddin                   | Wohnplatz    | Amt Neustadt (Dosse) Neustadt (Dosse)      |
| Lellichow                | Ortsteil     | Kyritz                                     |
| Lentzke                  | Ortsteil     | Fehrbellin                                 |
| Lentzker Mühle           | Wohnplatz    | Fehrbellin                                 |
| Lentzker Siedlung        | Wohnplatz    | Fehrbellin                                 |
| Lichtenberg              | Ortsteil     | Neuruppin                                  |
| Liebenthal               | Ortsteil     | Heiligengrabe                              |
| Lietze                   | Wohnplatz    | Neuruppin                                  |
| Lindenau                 | Wohnplatz    | Amt Neustadt (Dosse) Neustadt (Dosse)      |
| Lindow (Mark)            | Stadt        | Amt Lindow (Mark) Lindow (Mark)            |
| Linow                    | Ortsteil     | Rheinsberg                                 |
| Linowsee                 | Gemeindeteil | Rheinsberg                                 |
| Linum                    | Ortsteil     | Fehrbellin                                 |
| Lobeofsund               | Gemeindeteil | Fehrbellin                                 |
| Lögow                    | Ortsteil     | Wusterhausen/Dosse                         |
| Lohm                     | Gemeindeteil | Amt Neustadt (Dosse) Zernitz-Lohm          |
| Lotharhof                | Gemeindeteil | Rheinsberg                                 |
| Lüchfeld                 | Wohnplatz    | Amt Temnitz Temnitztal                     |
| Luhme                    | Ortsteil     | Rheinsberg                                 |
| Lütkendosse              | Wohnplatz    | Wittstock/Dosse                            |
| Dreetz                   | Wohnplatz    | Amt Neustadt (Dosse) Dreetz                |
| Mangelshorst             | Gemeindeteil | Fehrbellin                                 |
| Manker                   | Ortsteil     | Fehrbellin                                 |
| Maulbeerwalde            | Ortsteil     | Heiligengrabe                              |
| Mechow                   | Ortsteil     | Kyritz                                     |
| Metzelthin               | Ortsteil     | Wusterhausen/Dosse                         |
| Michaelisbruch           | Gemeindeteil | Amt Neustadt (Dosse) Dreetz                |
| Möckern                  | Gemeindeteil | Rheinsberg                                 |
| Mohnhorst                | Wohnplatz    | Amt Lindow (Mark) Rüthnick                 |
| Molchow                  | Ortsteil     | Neuruppin                                  |
| Musikersiedlung          | Wohnplatz    | Neuruppin                                  |
| Nackel                   | Ortsteil     | Wusterhausen/Dosse                         |
| Natteheide               | Wohnplatz    | Heiligengrabe                              |
| Netzeband                | Ortsteil     | Amt Temnitz Temnitzquell                   |
| Neu Amerika              | Wohnplatz    | Amt Neustadt (Dosse) Sieversdorf-Hohenofen |
| Neu Biesen               | Wohnplatz    | Wittstock/Dosse                            |
| Neu Cölln                | Gemeindeteil | Wittstock/Dosse                            |
| Neu Lutterow             | Gemeindeteil | Rheinsberg                                 |
| Neuendorf                | Gemeindeteil | Amt Neustadt (Dosse) Zernitz-Lohm          |
| Neuendorf                | Wohnplatz    | Wittstock/Dosse                            |
| Neuglienicke             | Wohnplatz    | Neuruppin                                  |
| Neuhof                   | Wohnplatz    | Amt Neustadt (Dosse) Neustadt (Dosse)      |
| Neuköpernitz             | Gemeindeteil | Rheinsberg                                 |
| Neu-Koppenbrück          | Wohnplatz    | Amt Neustadt (Dosse) Zernitz-Lohm          |
| Neumühl                  | Gemeindeteil | Rheinsberg                                 |
| Neumühle                 | Wohnplatz    | Neuruppin                                  |
| Neuroddahn               | Wohnplatz    | Amt Neustadt (Dosse) Neustadt (Dosse)      |
| Neuruppin                | Stadt        | Neuruppin                                  |
| Neustadt (Dosse)         | Stadt        | Amt Neustadt (Dosse) Neustadt (Dosse)      |
| Niemerlang               | Ortsteil     | Wittstock/Dosse                            |
| Nietwerder               | Ortsteil     | Neuruppin                                  |
| Nordhof                  | Gemeindeteil | Fehrbellin                                 |
| Obermühle                | Wohnplatz    | Amt Neustadt (Dosse) Breddin               |
| Paalzow                  | Wohnplatz    | Amt Temnitz Walsleben                      |
| Pabstthum                | Wohnplatz    | Neuruppin                                  |
| Papenbruch               | Ortsteil     | Heiligengrabe                              |
| Pariser Eiche            | Wohnplatz    | Rheinsberg                                 |
| Paulshorst               | Gemeindeteil | Rheinsberg                                 |
| Pfalzheim                | Wohnplatz    | Amt Temnitz Temnitzquell                   |
| Plänitz                  | Wohnplatz    | Amt Neustadt (Dosse) Neustadt (Dosse)      |
| Plänitzer Siedlung       | Wohnplatz    | Wusterhausen/Dosse                         |
| Plänitz-Leddin           | Ortsteil     | Amt Neustadt (Dosse) Neustadt (Dosse)      |
| Prebelow                 | Gemeindeteil | Rheinsberg                                 |
| Protzen                  | Ortsteil     | Fehrbellin                                 |
| Quäste                   | Wohnplatz    | Neuruppin                                  |
| Radehorst                | Wohnplatz    | Neuruppin                                  |
| Radensleben              | Ortsteil     | Neuruppin                                  |
| Rägelin                  | Ortsteil     | Amt Temnitz Temnitzquell                   |
| Rägelsdorf               | Wohnplatz    | Neuruppin                                  |
| Randow                   | Gemeindeteil | Wittstock/Dosse                            |
| Ravenhorst               | Wohnplatz    | Amt Lindow (Mark) Vielitzsee               |
| Rehfeld                  | Ortsteil     | Kyritz                                     |
| Reihereck                | Wohnplatz    | Wusterhausen/Dosse                         |
| Repente                  | Gemeindeteil | Rheinsberg                                 |
| Rheinsberg               | Ortsteil     | Rheinsberg                                 |
| Rheinsberg               | Stadt        | Rheinsberg                                 |
| Rheinsberger Siedlung    | Wohnplatz    | Wittstock/Dosse                            |
| Rheinsberg-Glienicke     | Wohnplatz    | Neuruppin                                  |
| Rheinshagen              | Gemeindeteil | Rheinsberg                                 |
| Ribbeckshorst            | Gemeindeteil | Fehrbellin                                 |
| Roddahn                  | Ortsteil     | Amt Neustadt (Dosse) Neustadt (Dosse)      |
| Rohrlack                 | Ortsteil     | Amt Temnitz Temnitztal                     |
| Rollinsruhe              | Wohnplatz    | Fehrbellin                                 |
| Roofwinkel               | Wohnplatz    | Neuruppin                                  |
| Rosenhof                 | Wohnplatz    | Amt Lindow (Mark) Lindow (Mark)            |
| Rosenwinkel              | Ortsteil     | Heiligengrabe                              |
| Rossow                   | Ortsteil     | Wittstock/Dosse                            |
| Rote Mühle               | Wohnplatz    | Wittstock/Dosse                            |
| Rotes Forsthaus          | Wohnplatz    | Amt Neustadt (Dosse) Breddin               |
| Rottstiel                | Wohnplatz    | Neuruppin                                  |
| Rudershof                | Wohnplatz    | Amt Lindow (Mark) Lindow (Mark)            |
| Rüdow                    | Wohnplatz    | Kyritz                                     |
| Rüthnick                 | Gemeinde     | Amt Lindow (Mark) Rüthnick                 |
| Rüthnicker Pläne         | Wohnplatz    | Amt Lindow (Mark) Rüthnick                 |
| Sandhorst                | Gemeindeteil | Fehrbellin                                 |
| Schäferberg              | Wohnplatz    | Amt Neustadt (Dosse) Dreetz                |
| Schäferei                | Wohnplatz    | Fehrbellin                                 |
| Schäferei                | Wohnplatz    | Amt Temnitz Märkisch Linden                |
| Scharfenberg             | Wohnplatz    | Wittstock/Dosse                            |
| Scharfenberger Mühle     | Wohnplatz    | Wittstock/Dosse                            |
| Scharfenberger Ziegelei  | Wohnplatz    | Wittstock/Dosse                            |
| Schlaborn                | Gemeindeteil | Rheinsberg                                 |
| Schleuse Wolfsbruch      | Wohnplatz    | Rheinsberg                                 |
| Schönberg                | Ortsteil     | Wusterhausen/Dosse                         |
| Schönberg (Mark)         | Ortsteil     | Amt Lindow (Mark) Lindow (Mark)            |
| Schönbirken              | Wohnplatz    | Amt Lindow (Mark) Vielitzsee               |
| Schönermark              | Gemeindeteil | Amt Neustadt (Dosse) Stüdenitz-Schönermark |
| Schönfeld                | Wohnplatz    | Amt Neustadt (Dosse) Neustadt (Dosse)      |
| Schulsiedlung            | Wohnplatz    | Amt Neustadt (Dosse) Dreetz                |
| Schwanow                 | Ortsteil     | Rheinsberg                                 |
| Schwarzwasser            | Wohnplatz    | Amt Neustadt (Dosse) Neustadt (Dosse)      |
| Schweinrich              | Ortsteil     | Wittstock/Dosse                            |
| Sechzehneichen           | Ortsteil     | Wusterhausen/Dosse                         |
| Seebeck                  | Ortsteil     | Amt Lindow (Mark) Vielitzsee               |
| Seehof                   | Wohnplatz    | Neuruppin                                  |
| Seelenhorst              | Gemeindeteil | Fehrbellin                                 |
| Segeletz                 | Ortsteil     | Wusterhausen/Dosse                         |
| Sewekow                  | Ortsteil     | Wittstock/Dosse                            |
| Siebmannshorst           | Wohnplatz    | Wittstock/Dosse                            |
| Siedlung                 | Wohnplatz    | Amt Neustadt (Dosse) Neustadt (Dosse)      |
| Siedlung Werbellinsee    | Wohnplatz    | Amt Lindow (Mark) Lindow (Mark)            |
| Siegmundshof             | Wohnplatz    | Amt Temnitz Märkisch Linden                |
| Siegrothsbruch           | Gemeindeteil | Amt Neustadt (Dosse) Dreetz                |
| Sieversdorf              | Gemeindeteil | Amt Neustadt (Dosse) Sieversdorf-Hohenofen |
| Sieversdorf-Hohenofen    | Gemeinde     | Amt Neustadt (Dosse) Sieversdorf-Hohenofen |
| Sophiendorf              | Gemeindeteil | Amt Neustadt (Dosse) Breddin               |
| Spiegelberg              | Wohnplatz    | Amt Neustadt (Dosse) Neustadt (Dosse)      |
| Sportschule Lindow       | Wohnplatz    | Amt Lindow (Mark) Lindow (Mark)            |
| St. Jürgen               | Wohnplatz    | Amt Temnitz Märkisch Linden                |
| Steinberge               | Wohnplatz    | Neuruppin                                  |
| Stendenitz               | Wohnplatz    | Neuruppin                                  |
| Sterns Plan              | Wohnplatz    | Amt Neustadt (Dosse) Dreetz                |
| Stöffin                  | Ortsteil     | Neuruppin                                  |
| Stöffiner Berg           | Wohnplatz    | Neuruppin                                  |
| Stolpe                   | Wohnplatz    | Kyritz                                     |
| Storbeck                 | Ortsteil     | Amt Temnitz Storbeck-Frankendorf           |
| Strubbergshof            | Wohnplatz    | Amt Neustadt (Dosse) Neustadt (Dosse)      |
| Strubensee               | Ortsteil     | Amt Lindow (Mark) Vielitzsee               |
| Stüdenitz                | Gemeindeteil | Amt Neustadt (Dosse) Stüdenitz-Schönermark |
| Stüdenitz-Schönermark    | Gemeinde     | Amt Neustadt (Dosse) Stüdenitz-Schönermark |
| Sudrowshof               | Wohnplatz    | Wittstock/Dosse                            |
| Tarmow                   | Ortsteil     | Fehrbellin                                 |
| Techow                   | Wohnplatz    | Heiligengrabe                              |
| Teetz                    | Ortsteil     | Kyritz                                     |
| Tetschendorf             | Gemeindeteil | Wittstock/Dosse                            |
| Theresiendorf            | Wohnplatz    | Fehrbellin                                 |
| Tornow                   | Wohnplatz    | Neuruppin                                  |
| Tornow                   | Ortsteil     | Wusterhausen/Dosse                         |
| Tramnitz                 | Ortsteil     | Wusterhausen/Dosse                         |
| Treskow                  | Wohnplatz    | Neuruppin                                  |
| Treuhorst                | Wohnplatz    | Amt Neustadt (Dosse) Dreetz                |
| Trieplatz                | Ortsteil     | Wusterhausen/Dosse                         |
| Uhlenberge               | Gemeindeteil | Rheinsberg                                 |
| Vichel                   | Ortsteil     | Amt Temnitz Temnitztal                     |
| Vielitz                  | Ortsteil     | Amt Lindow (Mark) Vielitzsee               |
| Vielitz Ausbau           | Wohnplatz    | Amt Lindow (Mark) Vielitzsee               |
| Voigtsbrügge             | Gemeindeteil | Amt Neustadt (Dosse) Breddin               |
| Volkwig                  | Wohnplatz    | Heiligengrabe                              |
| Vollmersdorf             | Wohnplatz    | Kyritz                                     |
| Wahlendorf               | Wohnplatz    | Amt Temnitz Märkisch Linden                |
| Waisenkrug               | Wohnplatz    | Amt Temnitz Storbeck-Frankendorf           |
| Walchow                  | Ortsteil     | Fehrbellin                                 |
| Waldhof                  | Wohnplatz    | Heiligengrabe                              |
| Waldkolonie              | Wohnplatz    | Kyritz                                     |
| Waldsiedlung             | Wohnplatz    | Amt Neustadt (Dosse) Dreetz                |
| Walkmühle                | Wohnplatz    | Wittstock/Dosse                            |
| Wall                     | Ortsteil     | Fehrbellin                                 |
| Wallitz                  | Ortsteil     | Rheinsberg                                 |
| Walsleben                | Gemeinde     | Amt Temnitz Walsleben                      |
| Walslebener Mühle        | Wohnplatz    | Amt Temnitz Walsleben                      |
| Warenthin                | Gemeindeteil | Rheinsberg                                 |
| Webers Plan              | Wohnplatz    | Amt Neustadt (Dosse) Dreetz                |
| Werder                   | Ortsteil     | Amt Temnitz Märkisch Linden                |
| Wernikow                 | Ortsteil     | Heiligengrabe                              |
| Wernikow Ausbau          | Wohnplatz    | Heiligengrabe                              |
| Wildberg                 | Ortsteil     | Amt Temnitz Temnitztal                     |
| Wilhelmsgrille           | Wohnplatz    | Kyritz                                     |
| Wilhelmshöhe             | Wohnplatz    | Amt Lindow (Mark) Lindow (Mark)            |
| Wittstock/Dosse          | Stadt        | Wittstock/Dosse                            |
| Wittwien                 | Gemeindeteil | Rheinsberg                                 |
| Wolfs Plan               | Wohnplatz    | Amt Neustadt (Dosse) Dreetz                |
| Wolfswinkel              | Wohnplatz    | Kyritz                                     |
| Woltersdorf              | Wohnplatz    | Amt Temnitz Märkisch Linden                |
| Woltersdorfbaum          | Wohnplatz    | Amt Temnitz Märkisch Linden                |
| Wulfersdorf              | Ortsteil     | Wittstock/Dosse                            |
| Wulkow                   | Ortsteil     | Wusterhausen/Dosse                         |
| Wulkow                   | Ortsteil     | Neuruppin                                  |
| Wüsten-Barenthin         | Wohnplatz    | Heiligengrabe                              |
| Stadt Wusterhausen/Dosse | Ortsteil     | Wusterhausen/Dosse                         |
| Wustrau                  | Gemeindeteil | Fehrbellin                                 |
| Wustrau-Altfriesack      | Ortsteil     | Fehrbellin                                 |
| Wuthenow                 | Ortsteil     | Neuruppin                                  |
| Zaatzke                  | Ortsteil     | Heiligengrabe                              |
| Zechlinerhütte           | Ortsteil     | Rheinsberg                                 |
| Zechow                   | Ortsteil     | Rheinsberg                                 |
| Zempow                   | Ortsteil     | Wittstock/Dosse                            |
| Zermützel                | Wohnplatz    | Neuruppin                                  |
| Zernitz                  | Gemeindeteil | Amt Neustadt (Dosse) Zernitz-Lohm          |
| Zernitz-Lohm             | Gemeinde     | Amt Neustadt (Dosse) Zernitz-Lohm          |
| Zietenhorst              | Gemeindeteil | Fehrbellin                                 |
| Zietensaue               | Wohnplatz    | Amt Neustadt (Dosse) Dreetz                |
| Zippelsförde             | Gemeindeteil | Neuruppin                                  |
| Zootzen                  | Ortsteil     | Wittstock/Dosse                            |
| Zühlen                   | Ortsteil     | Rheinsberg                                 |